# Contagieuze boviene pleuropneumonie
Contagieuze boviene pleuropneumonie (CBPP) is een besmettelijke longontsteking bij runderen. Op de A-lijst van de Wereldorganisatie voor diergezondheid is het de enige ziekte die niet wordt veroorzaakt door een virus. Contagieuze boviene pleuropneumonie wordt veroorzaakt door een bacterie van het genus Mycoplasma. Runderen en waterbuffels zijn vatbaar voor contagieuze boviene pleuropneumonie. Wilde runderen en kamelen zijn vaak resistent tegen de ziekte. Europese runderrassen zijn gevoeliger voor de ziekte dan Afrikaanse runderrassen.

## Ziekteverwekker
Contagieuze boviene pleuropneumonie wordt veroorzaakt door Mycoplasma mycoides ondersoort mycoides SC (boviene biotype). Mycoplasma zijn bacteriën die geen celwand hebben. dit heeft als gevolg dat ze niet gevoelig zijn voor antibiotica uit de beta-lactamine groep zoals penicilline.

Eigenschappen van het pathogeen zijn:
- in een speeksel vatbaar voor 120 minuten op 45 °C of 2 minuten op 47 °C
- uitgeschakeld in zowel een basis als een zuur milieu.
- gevoelig oor calciumhydroxide, carbolzuur (1% / 3min) en formaline (0,5% / 30sec)
- kan lange tijd overleven in bevroren weefsel

## Besmetting
Mycoplasma kunnen door het ontbreken van een celwand slecht overleven binnen een gastheer. Besmetting vindt voornamelijk plaats door middel van direct contact via urine ofspeekseldruppels die ontstaan tijdens het hoesten. Er zijn gevallen bekend dat de ziekte door de placenta heen is overgegeven van moederdier op jong.

## Ziekteverschijnselen
Contagieuze boviene pleuropneumonie heeft een gemiddelde incubatietijd van 1 - 3 maanden, maar het is niet ongewoon dat de incubatietijd langer duurt. Tijdens een uitbraak vertoont ongeveer 33% van de dieren ziekteverschijnselen, 46% van de dieren lijden aan een subklinische vorm van de ziekte en tot 21% kan resistent zijn tegen de ziekte. 10% - 70% van de dieren kan komen te overlijden als gevolg van contagieuze boviene pleuropneumonie.

symptomen:

Volwassen dieren:
- verhoogde lichaamstemperatuur
- long- en ademhalingsproblemen
- hoesten begint droog, maar wordt steeds natter

Jonge dieren:
- jonge dieren hebben vaak geen longproblemen
- opgezwollen gewrichten, artritis.

## Verspreiding
Contagieuze boviene pleuropneumonie is endemisch in het merendeel van Afrika, maar komt ook voor in Azië en dan met name in China en India. Zo nu en dan is er ook uitbraak in zuid Europa. In de afgelopen 10 jaar zijn er uitbraken geweest in Italië, Spanje en Portugal. In de Verenigde Staten heerste contagieuze boviene pleuropneumonie ook, maar daar zijn ze erin geslaagd de ziekte in 1893 volledig uit te roeien.

## Bestrijding
Vanwege de lange incubatietijd van contagieuze boviene pleuropneumonie is in quarantaine van alle dieren uit een besmet gebied vaak niet de oplossing. Omdat de ziekte alleen wordt overgedragen door direct contact is een importverbod van vatbare dieren uit regio’s waar de ziekte heerst de beste manier om een regio vrij te houden van de ziekte. Voor regio’s waar de ziekte endemisch is er een vaccin beschikbaar. Dit vaccin heeft wel nadelen, het kan een heftige lokale reactie veroorzaken wat afsterven van lokaal weefsel als gevolg kan hebben.